# Бороники
Бороники (бел. Баронікі) — упразднённая деревня Новкинском сельсовете Витебского района Витебской области Беларуси, в 1 км от железнодорожной станции Медведка. В 2011 году включена в состав Первомайского района Витебска.

## Транспортная связь
Находится на автомобильной дороге Р25 Витебск — Сенно.

## Водная система
Река Лучоса (приток реки Западная Двина)

## История
Наличие городища говорит о заселении этой местности с давних времён.
В Борониках работают газонаполнительная станция СПМК-2 «Госкомгаза», парниково-тепличный комбинат совхоза «Рудаково», лесничество, УП «ВитебскГазСтрой», филиал "Витебский опытно-экспериментальный завод" РУП «БелТЭИ».
14 января 2011 года в состав города Витебска включена деревня Бороники, которая 24 марта 2011 года была упразднена как населённый пункт.

## Достопримечательности
- Городище днепро-двинской культуры (V век до н. э. — IV—V века н. э.) на северо-восточной окраине на левом берегу реки Лучоса.